# Bolian (köpinghuvudort i Kina, Hainan Sheng, lat 19,87, long 109,64)
Bolian är en köpinghuvudort i Kina. Den ligger i provinsen Hainan, i den södra delen av landet, omkring 76 kilometer väster om provinshuvudstaden Haikou. Antalet invånare är 26 712. Befolkningen består av 12 603 kvinnor och 14 109 män. Barn under 15 år utgör 25,0 %, vuxna 15-64 år 65 %, och äldre över 65 år 9,0 %.
Runt Bolian är det tätbefolkat, med 266 invånare per kvadratkilometer. Närmaste större samhälle är Lincheng, 6,3 km nordost om Bolian. I omgivningarna runt Bolian växer huvudsakligen savannskog.
Genomsnittlig årsnederbörd är 2 661 millimeter. Den regnigaste månaden är juli, med i genomsnitt 450 mm nederbörd, och den torraste är januari, med 24 mm nederbörd.